# Секула, Анджей
Анджей Секула (пол. Andrzej Sekuła; род. 19 декабря 1954, Вроцлав) — польский кинооператор и кинорежиссёр, с 1980 года живущий и работающий в США.

## Биография
Секула родился в крупном польском городе Вроцлаве. В 1980 году эмигрировал из Польши в США. С 1990 года работает в кино. Начал свою карьеру с создания европейских рекламных роликов. Также снял несколько фильмов для BBC, среди которых Мёд и яд. Из фильмов, в которых работал Секула, наиболее известны «Бешеные псы» (1992) и «Криминальное чтиво» (1994), поставленные Квентином Тарантино. Как режиссёр Секула снял три фильма, из которых самым известным является «Куб 2: Гиперкуб».
Квентин Тарантино в интервью Мишель Симен и Юбер Ниогре отозвался о Секуле так: «… Основной причиной, по которой мы взяли его, помимо энтузиазма и любви к кино, был тот факт, что он казался сумасшедшим гением. По сравнению с другими роликами его работы были где-то посередине между хорошими и бесспорно великими…».

## Избранная фильмография

### Как оператор
- 1992 — Бешеные псы / Reservoir Dogs
- 1992 — Револьвер / Revolver
- 1993 — Три сердца / Three of Hearts
- 1994 — Спи со мной / Sleep with Me
- 1994 — Криминальное чтиво / Pulp Fiction (номинация на премию BAFTA)
- 1995 — Язык тела / Body Language
- 1995 — Четыре комнаты (эпизод «Человек из Голливуда») / Four Rooms
- 1995 — Хакеры / Hackers
- 1997 — Кузина Бетта / Cousin Bette
- 1998 — Украденное проклятье / Fait Accompli
- 2000 — Американский психопат / American Psycho
- 2002 — Куб 2: Гиперкуб / Cube 2: Hypercube (премия критики на фестивале Fantasporto)
- 2005 — Тяга к удовольствиям / The Pleasure Divers
- 2007 — Вакансия на жертву / Vacancy
- 2008 — Злость / Vice
- 2009 — Инкассатор / Armored
- 2010 — Доверие / Trust
- 2012 — Чувство алчности / For the Love of Money
- 2014 — Токарев / Tokarev
- 2016 — Я есть гнев / I Am Wrath
- 2018 — Скорость убивает / Speed Kills
- 2023 — Профессор и призрачный убийца / The Ritual Killer

### Как режиссёр
- 1998 — Украденное проклятье / Fait Accompli
- 2002 — Куб 2: Гиперкуб / Cube 2: Hypercube
- 2005 — Тяга к удовольствиям / The Pleasure Divers